# 日本體育

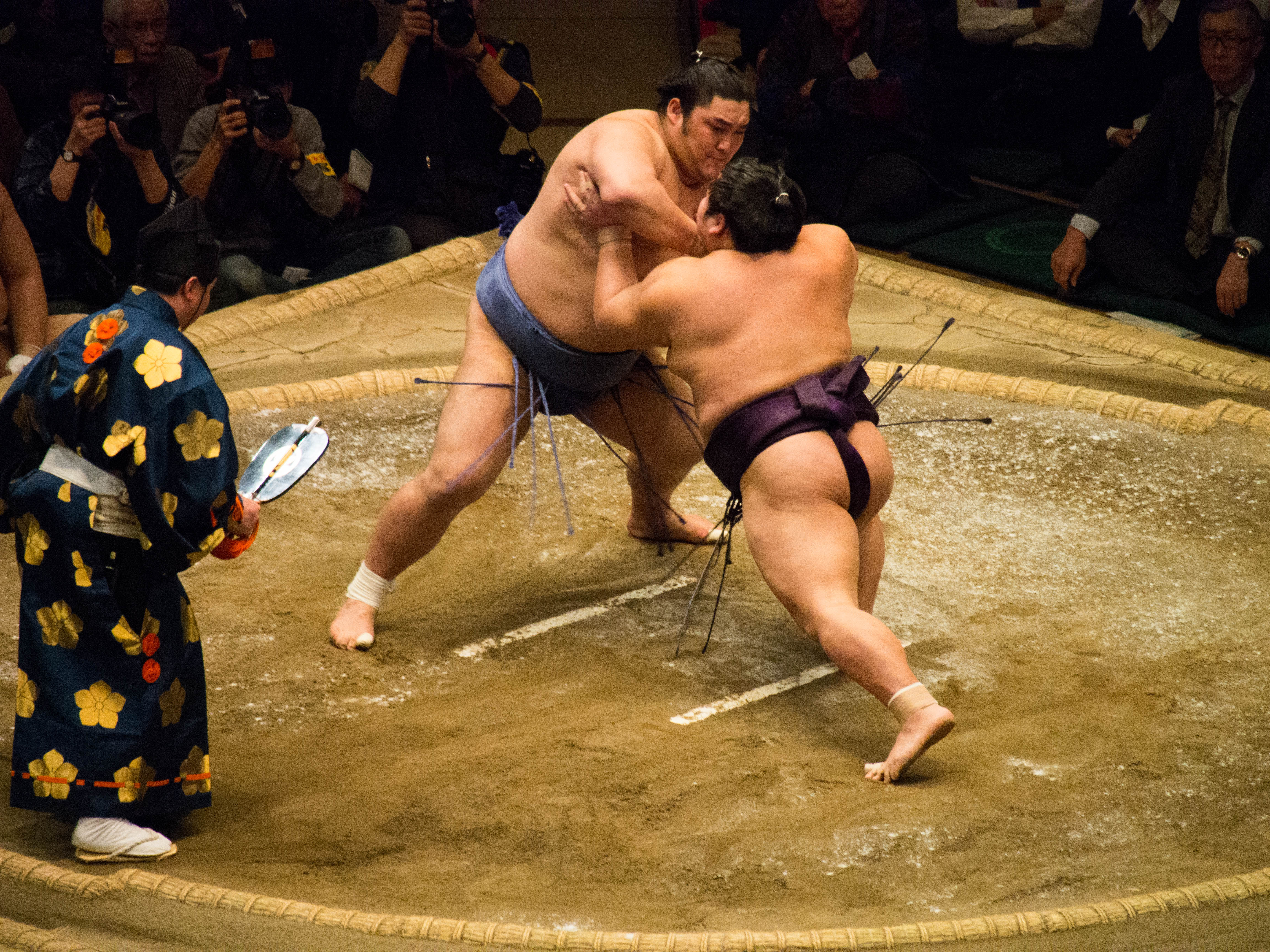
相撲是日本自古以來的傳統活動。圖為隱岐之海對戰豪風，攝於2014年1月25日，兩國國技館的1月大賽中。

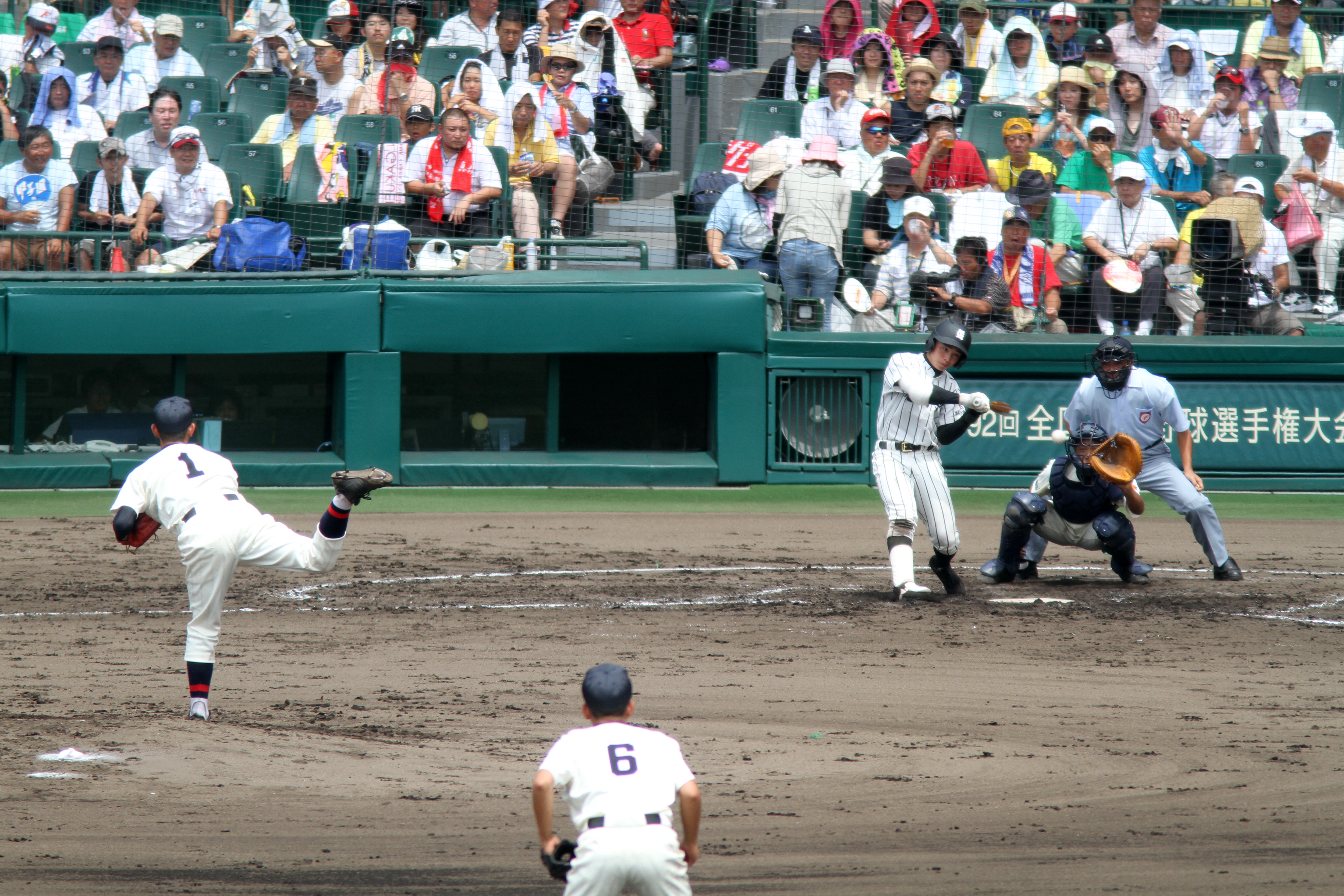
棒球是日本非常盛行的運動，尤其是高中棒球已成為全國性的盛事。圖為2010年8月7日，第92屆全國高等學校棒球錦標賽中，九州學院高中對戰松本工業高中的比賽。

日本體育運動發展呈現出傳統與現代交融、本土與外來並存的多元圖景。作為東西方文化交匯的獨特樣本，體育生態系統既保留著千年傳承的身體技藝，又展現出對外來運動強大的吸收改造能力，更孕育出具有鮮明地域特色的原創競技項目。
在傳統體育領域，由古武道演變而來的現代武道體系構成核心脈絡。從強調實戰技法的弓術、剡術、柔術，到轉型為教育工具的弓道、劍道、柔道，這些技藝經歷了江戶時代的武家文化淬鍊與明治維新的現代化改造。琉球古武道作為沖繩特有的武術體系，其棒術與釵術技法在當代與空手道結合，形成獨具南島特色的武道文化。相撲作為「國技」的特殊存在，既保持著神道儀式元素，又在現代職業化過程中發展出嚴格的番付制度與部屋訓練體系，成為傳統競技現代轉型的典範。
明治維新後，西方體育的大規模引進催生出獨特的「和洋折衷」現象。棒球的本地化進程最具代表性：早稻田大學與慶應大學的「早慶戰」奠定高校野球文化基礎，甲子園大會更發展為國民儀式，其應援文化中融合了軍樂隊傳統與地域認同元素。足球的普及則呈現雙軌制，既有企業隊主導的舊體制，也有J聯賽推動的社區俱樂部模式，近年校園足球與五人制足球的興起形成新的增長點。冬季運動在長野奧運遺產帶動下，已從北海道的區域性活動發展為全國性產業，特別是新潟縣的跳台滑雪設施群與富良野的滑雪度假村，形成完整的產業鏈。現時在日本國內受到廣泛報導的運動包括棒球、足球、相撲、排球、籃球、橄欖球、高爾夫、賽馬、花式滑冰等。

## 傳統運動
相撲是日本的傳統運動，在《古事記》和《日本書紀》中已有記載，且有「國技」之稱。現在日本每年舉行6次相撲本場所競賽；相撲運動員被稱為力士(相撲取)，分十個等級，其中等級最高者為橫綱。
此外、空手道、劍道和弓道也是日本的傳統體育項目，擁有很高的地位。

## 西方運動
明治維新後，西方體育運動透過教育系統進入日本并普及，其中以棒球最為發達盛行，始于1936年的日本職業棒球聯賽孕育了王貞治、長島茂雄、鈴木一朗等棒球巨星，在日本享有“國球”地位。除了職業棒球之外，由高中生參加的全國高等學校野球選手權大會（又稱甲子園）也頗負盛名，全國超過4000所高中當中只有獲得各地區冠軍的49所學校能夠突圍而出，在兩周的比賽中決出冠軍，因此在甲子園登場代表了高中生的“終極榮耀”，甲子園亦被視為日本體育乃至日本精神的一種象徵。
日本的職業足球聯賽成立于1992年，平均每年有30萬人次入場觀賽，而日本也在2002年與南韓共同舉辦了韓日世界盃。日本國家足球隊是亞洲實力最強的足球隊之一，總計贏得了4次亞洲盃，並連續5屆殺入世界盃決賽周，水平與歐洲次級國家看齊，2020年某调查公布小学生志愿中，梦想成为足球运动员的票数排前三,；日本國家女子足球隊也在2011年女足世界杯决赛取得冠军，成为首支赢得女足世界冠军的亚洲球队。
此外、籃球、網球、高爾夫球、滑雪、乒乓球等運動在日本也頗為流行。

## 參閱
- 日本職業棒球聯賽
- 日本職業足球聯賽
- 日本職業籃球聯賽
- 全國高等學校野球選手權大會